# René Vandereycken
René Vandereycken (Spalbeek, 22 juli 1953) is een gewezen Belgische voetballer en voetbalcoach. Hij speelde onder meer voor Club Brugge en RSC Anderlecht en was later als trainer actief bij onder meer Standard Luik, KAA Gent en FC Twente. Van 2006 tot 2009 was hij ook bondscoach van België.
Vandereycken was een verdedigende middenvelder die over een goede pass beschikte. Hij had een beenharde speelstijl en stond bekend om het provoceren van tegenstanders. Als voetballer had hij dan ook de reputatie een smeerlap te zijn. Ook als trainer was hij een woelwater. De rechtlijnige Vandereycken kwam meer dan één keer in conflict met bestuursleden, scheidsrechters en journalisten. Desalniettemin boekte hij heel wat successen. In 1991 werd hij in België verkozen tot Trainer van het Jaar.

## Carrière

### Jeugd
René Vandereycken was 8 jaar toen hij zich voor het eerst bij een voetbalclub aansloot. De jonge Limburger werd opgeleid bij het bescheiden Sporting Spalbeek, waar zijn vader terreinverzorger was. Omdat er niet voldoende jeugdafdelingen waren, mocht Vandereycken enkele reeksen hoger meespelen tijdens vriendschappelijke wedstrijden. Op 10-jarige leeftijd mocht hij dan voor het eerst officieel meespelen met de jeugd van Sporting Spalbeek. Op 18-jarige leeftijd werd hij er weg geplukt door derdeklasser Sporting Hasselt.

### Club Brugge
Hij voetbalde drie seizoenen voor Hasselt alvorens ontdekt te worden door het Club Brugge van trainer Ernst Happel. In de zomer van 1974 trok Vandereycken, net als onder meer Birger Jensen, Roger Van Gool en Jos Volders, naar blauw-zwart. Hij werd meteen een vaste waarde onder de Oostenrijkse succescoach. De verstandige Limburger werd op het veld het verlengstuk van de trainer, hoewel hij er niet om verlegen zat Happel op zijn fouten te wijzen. Eén keer werd hij uit het team gezet na een conflict met de trainer. In 1976 veroverde Vandereycken zijn eerste titel met Club Brugge. Dat jaar bereikte hij met blauw-zwart ook de finale van de UEFA Cup. Club Brugge verloor met 3-2 van Liverpool en kwam thuis niet verder dan een 1-1 gelijkspel. Een jaar later pakte Club de dubbel.
In 1978 veroverden Vandereycken en zijn ploegmaats een derde landstitel op rij. Het team bereikte ook opnieuw een Europese finale. In de Europacup I stond blauw-zwart weer tegenover Liverpool. Ook ditmaal trokken de Engelsen aan het langste eind. In januari 1979 greep Vandereycken net naast de Gouden Schoen. Hij werd op voorhand bestempeld als topfavoriet maar zag de prijs tot zijn eigen verbazing naar doelman Jean-Marie Pfaff gaan. De teleurstelling bij Vandereycken was achteraf erg groot. Enkele maanden later werd Happel opgevolgd door Han Grijzenhout, die in 1980 met Club Brugge kampioen werd. Nadien zag de club verscheidene sterkhouders vertrekken en gingen de sportieve prestaties erop achteruit.

### Genoa
Ook Vandereycken zocht na de gouden periode onder Happel andere oorden op. De middenvelder gespecialiseerd in het ontregelen van de tegenstander verhuisde in 1981 naar Italië en tekende er een contract bij Genoa. De lucratieve transfer hield hem twee jaar weg van de Belgische velden. In Italië kwam de beenharde en verdedigend ingestelde Vandereycken tot zijn recht, maar een blessure gooide roet in het eten. In totaal kwam hij slechts 28 keer in actie voor Genoa.

### RSC Anderlecht
In 1983 keerde Vandereycken terug naar België. Het was niet Club Brugge, maar grote rivaal RSC Anderlecht dat hem in Italië ging halen. Vandereycken moest het vertrek van Ludo Coeck opvangen. De Limburger werd meteen een titularis en vulde met zijn ervarenheid de jonge Enzo Scifo uitstekend aan. Ook de aanvallend ingestelde ex-Ajacied Frank Arnesen kwam de Brusselse topclub vanaf half 1983 versterken op het middenveld, na 2 jaar voor Valencia te hebben gespeeld. In 1984 verloor Vandereycken voor de derde keer in zijn carrière een Europese finale. In de UEFA Cup ging hij met Anderlecht na strafschoppen onderuit tegen Tottenham Hotspur. In de competitie finishte Anderlecht in 1983/1984 als 3de.
De bebaarde Vandereycken pakte in zowel 1985 als 1986 de landstitel. In 1984/1985 scoorde Anderlecht maar liefst 100 goals in de competitie, en kreeg slechts 25 tegengoals te incasseren. In 1985/1986 moest Anderlecht daarentegen wel tot het uiterste gaan om het kampioenschap te winnen. Paars-wit eindigde met evenveel punten als Club Brugge en dus volgden er testwedstrijden. In het Astridpark werd het 1-1, maar in Brugge kwam Anderlecht al snel in de problemen. Vandereycken verloor de bal en zag hoe Jean-Pierre Papin zijn fout afstrafte. Brugge diepte zijn voorsprong uit, maar na de rust zorgde Vandereycken zelf voor de aansluitingstreffer. Toen Stephane Demol vervolgens de 2-2 scoorde, was Anderlecht virtueel kampioen. Paars-wit verdedigde het gelijkspel en Vandereycken deed er alles aan om het tempo uit de wedstrijd te halen. Toen de scheidsrechter de bal na een overtreding terugvroeg, gooide Vandereycken het leer hoog boven zijn hoofd. Scheidsrechter Frans Van Den Wijngaert gaf de Limburger zijn tweede gele kaart en stuurde hem van het veld. Bij het verlaten van de grasmat maakte Vandereycken een omkoopgebaar. Het was zijn laatste wapenfeit in loondienst van Anderlecht.

### Blau-Weiß Berlin
In 1986 verhuisde Vandereycken naar het bescheiden SpVgg Blau-Weiß Berlin. De club uit Berlijn was net naar de hoogste afdeling gepromoveerd, maar wist zich daar niet te handhaven. Blau-Weiß werd laatste en degradeerde. Voor Vandereycken betekende de degradatie ook meteen het einde van zijn buitenlands avontuur.

### KAA Gent
De middenvelder trok in de zomer van 1987 naar KAA Gent. Bij de Buffalo's knokte Vandereycken opnieuw tegen de degradatie. Verscheidene trainers passeerden de revue, maar geen enkele kon Gent in de eerste klasse houden. Vandereycken zakte mee naar de tweede klasse en slaagde erin om meteen weer te promoveren. Reeds in april 1989 werd hij ook trainer van het elftal.

## Statistieken
| Seizoen | Club                   | Competitie    | Competitie | Competitie |
| Seizoen | Club                   | Competitie    | Wed.       | Dlp.       |
| ------- | ---------------------- | ------------- | ---------- | ---------- |
| 1971/72 | Sporting Hasselt       | Derde klasse  |            |            |
| 1972/73 | Sporting Hasselt       | Derde klasse  |            |            |
| 1973/74 | Sporting Hasselt       | Derde klasse  |            |            |
| 1974/75 | Club Brugge            | Eerste klasse | 35         | 13         |
| 1975/76 | Club Brugge            | Eerste klasse | 36         | 9          |
| 1976/77 | Club Brugge            | Eerste klasse | 30         | 10         |
| 1977/78 | Club Brugge            | Eerste klasse | 33         | 12         |
| 1978/79 | Club Brugge            | Eerste klasse | 33         | 6          |
| 1979/80 | Club Brugge            | Eerste klasse | 32         | 5          |
| 1980/81 | Club Brugge            | Eerste klasse | 33         | 7          |
| 1981/82 | Genoa CFC              | Serie A       | 25         | 0          |
| 1982/83 | Genoa CFC              | Serie A       | 3          | 0          |
| 1983/84 | RSC Anderlecht         | Eerste klasse | 30         | 1          |
| 1984/85 | RSC Anderlecht         | Eerste klasse | 31         | 3          |
| 1985/86 | RSC Anderlecht         | Eerste klasse | 33         | 9          |
| 1986/87 | SpVgg Blau-Weiß Berlin | Bundesliga    | 24         | 0          |
| 1987/88 | KAA Gent               | Eerste klasse | 22         | 0          |
| 1988/89 | KAA Gent               | Tweede klasse | 19         | 1          |
| Totaal  | Totaal                 | Totaal        | 419        | 76         |

## Nationale ploeg

De opstellingen van de EK-finale van 1980.

Op 15 november 1975 maakte René Vandereycken zijn debuut voor de Rode Duivels. Bondscoach Raymond Goethals selecteerde hem toen voor de EK-kwalificatiewedstrijd tegen Frankrijk. Het werd 0-0, waardoor België naar de kwartfinale mocht. Daarin werden de Duivels met 5-0 vernederd door Nederland. Het was de laatste wedstrijd van Goethals als bondscoach. In de terugwedstrijd won Oranje met 1-2. De vernedering luidde het begin van een nieuwe generatie in. Guy Thys volgde Goethals op, kleppers als Paul Van Himst, Wilfried Van Moer en Raoul Lambert verdwenen en jonge leeuwen als Vandereycken, Jean-Marie Pfaff en Eric Gerets namen het roer over.
Op het WK 1978 waren de Belgen er niet bij, maar voor het EK 1980 plaatsten ze zich wel. Vandereycken scoorde in de kwalificatiecampagne zijn eerste goal voor de nationale ploeg. De 27-jarige Vandereycken zat in de beste vorm zijn carrière en zag hoe de Rode Duivels naar de finale doorstootten. De Belgen schakelden in de loop van het toernooi onder meer Italië uit. In het duel tegen de Azzurri trapte Vandereycken de Italiaanse spelverdeler Giancarlo Antognoni van het veld. De twee kwamen elkaar later nog eens tegen in de Serie A. In de finale bracht de West-Duitser Horst Hrubesch zijn team op voorsprong, maar Vandereycken kon van op de stip gelijkmaken. In het slot van de wedstrijd kopte Hrubesch de West-Duitsers naar de Europese titel.
In de kwalificatiecampagne voor het WK 1982 in Spanje namen Vandereycken en zijn ploeggenoten wraak op Oranje voor de 5-0 afstraffing uit 1976. Vandereycken versierde tegen Nederland een strafschop, die even later door Erwin Vandenbergh werd omgezet. België plaatste zich bijna 12 maanden later voor het WK, Nederland bleef thuis. In de voorbereiding op het WK werd Vandereycken door Thys uitgespeeld als libero. In een oefenwedstrijd tegen Bulgarije liep hij echter al na enkele minuten een zware knieblessure op, waardoor hij het hele WK aan zijn neus zag voorbijgaan. Twee jaar later was Vandereycken er wel bij op het EK in Frankrijk. De Rode Duivels belandden in de groep van gastland Frankrijk, Denemarken en Joegoslavië. De Belgen wonnen enkel tegen Joegoslavië en vlogen er in de eerste ronde uit.
Het WK 1986 in Mexico werd het laatste grote toernooi voor Vandereycken. De Rode Duivels plaatsten zich voor het WK door in de barragewedstrijden Nederland uit te schakelen. Op het landentoernooi in Midden-Amerika werd België derde in de groep van gastland Mexico, Paraguay en Iran. Tijdens de groepsfase uitte Vandereycken kritiek op zijn landgenoten Enzo Scifo en Franky Vercauteren. De twee, toen ploegmaats van Vandereycken bij Anderlecht, verdedigden onvoldoende mee volgens de Limburger. Na twee wedstrijden werd Vandereycken omwille van een blessure naar huis gestuurd. Het was meteen ook zijn laatste optreden voor de nationale ploeg.

## Trainer

### KAA Gent
René Vandereycken werd al in april 1989 aangeduid als nieuwe trainer van de Buffalo's. Hij dwong de promotie naar de eerste klasse af en maakte een uitstekend debuut op het hoogste niveau. Hij loodste zijn team naar de middenmoot en streed een jaar later zelfs mee om de titel. Vandereycken haalde goaltjesdief Erwin Vandenbergh naar Gent en had met Eric Viscaal, Frank Dauwen en Dirk Medved talentvolle jongeren in huis. Als trainer toonde de Limburger zich als iemand die bezeten was door het spel. Hij ging graag innoverend te werk en week nooit af van zijn principes. Zo mochten journalisten na de wedstrijd niet meer in de kleedkamer van Gent. In de meeste buitenlandse competities was dat al jaren zo, in België was het echter gebruikelijk dat de pers mee de kleedkamers inging. In 1991 werd hij verkozen tot Trainer van het Jaar. Maar er was ook regelmatig kritiek, zo was hij volgens een groot deel van de pers te verdedigend ingesteld. In 1991/1992 speelde hij bijvoorbeeld met twee libero's tegen Ajax in de kwartfinale van de UEFA Cup. Op 1 maart 1993 zette het bestuur Vandereycken aan de deur.

### Standard Luik
In de heenronde van het seizoen 1993/1994 werd trainer Arie Haan bij Standard Luik ontslagen. Vandereycken volgde zijn vroegere oefenmeester van bij Anderlecht op, maar slaagde er niet om een Europees ticket af te dwingen. Na afloop van het seizoen besloten de Rouches zijn contract niet te verlengen.

### RWDM
In 1994 vond Vandereycken in de hoofdstad een nieuwe club. Hij tekende bij RWDM en overtuigde opnieuw Erwin Vandenbergh om hem te volgen. In zijn eerste seizoen eindigde de Brusselse club in de middenmoot, maar een jaar later kwam RWDM verrassend sterk voor de dag. Vandereycken werd met RWDM vierde in het algemeen klassement en mocht in 1996/1997 deelnemen aan de UEFA Cup. RWDM werd al in de eerste ronde uitgeschakeld door het Turkse Beşiktaş. Later dat seizoen ging RWDM wel winnen op het veld van stadsrivaal Anderlecht. Vandereycken loodste zijn team naar een 0-1-overwinning. In januari 1997 tekende hij bij Anderlecht een contract voor twee seizoenen.

### Anderlecht
Na vijf jaar Anderlecht hield Johan Boskamp het voor bekeken. Hij werd in de zomer van 1997 opgevolgd door Vandereycken. In het zog van Vandereycken maakte ook Spira Grujić de overstap van RWDM naar Anderlecht. In de eerste competitiewedstrijd van het seizoen mocht Vandereycken het meteen opnemen tegen zijn ex-team. Grujić kreeg een rode kaart en RWDM won de derby met 0-2. Een valse start voor Vandereycken, die ook bij Anderlecht bleef experimenteren met een libero. Na een reeks teleurstellende resultaten namen het bestuur en de pers hem op de korrel en ook conflicten met de spelersgroep bleven niet uit. Tibor Selymes weigerde tijdens een wedstrijd in te vallen en Florian Urban en James Debbah bekritiseerden hun trainer openlijk. Toen Anderlecht op 28 november met 2-1 verloor van concurrent Club Brugge, waren de dagen van Vandereycken geteld. Twee dagen later werd hij ontslagen en vervangen door Arie Haan.

### FSV Mainz
Vandereycken bleef drie jaar werkloos en vond pas in 2000 een nieuwe club. Hij trok naar Duitsland en nam er tweedeklasser FSV Mainz 05 onder zijn hoede. In juni tekende hij er een contract voor twee jaar. Vandereycken, die na vier Belgische clubs bewust voor het buitenland koos, volgde interim-coach Dirk Karkuth op. Hij nam Jean-Pierre Stijnen, vader van Stijn Stijnen, mee als zijn assistent. Na vier nederlagen en een uitschakeling in de beker kwam de Limburgse coach in november al ter discussie te staan. Op 15 november mochten Vandereycken en Stijnen hun koffers pakken.

### FC Twente
Na opnieuw een afwezigheid van enkele jaren keerde Vandereycken terug naar het voetbal. In juli 2002 tekende hij een contract voor twee seizoenen bij het Nederlandse FC Twente. Hij trad aan als vervanger van John van 't Schip, die zelf ontslag had genomen. Vandereycken vond in Enschede Kurt Van De Paar, Chris De Witte en Spira Grujić terug. Later haalde hij ook Jurgen Cavens naar Twente. De Tukkers begonnen desastreus aan de competitie en haalde slechts één punt in de eerste vier wedstrijden. Het bestuur gaf Vandereycken het voordeel van de twijfel en de Limburger mocht het seizoen afmaken. Twente kroop uit de degradatiezone en sloot de competitie af als twaalfde.
In zijn tweede seizoen presteerde Twente beter. Het versloeg in de heenronde onder meer Ajax en Feyenoord. Twente nestelde zich in de subtop, maar na de winterstop ontstond er een breuk met het bestuur. Tegen de wil van Vandereycken in liet de club de jonge spits Collins John vertrekken. In februari 2004 kondigde Vandereycken aan dat hij zijn contract niet zou verlengen. Hij werd na het seizoen opgevolgd door zijn assistent Rini Coolen.

### KRC Genk
Zo'n 7 jaar na zijn ontslag bij Anderlecht keerde Vandereycken terug naar België. De Limburger ging aan de slag bij KRC Genk, waar hij interim-coach Ronny Van Geneugden verving. Vandereycken kreeg bij Genk spelers als Orlando Engelaar, Koen Daerden, Kevin Vandenbergh en Steven Defour onder zijn hoede. De 16-jarige Defour maakte zijn debuut onder Vandereycken.
Het was een turbulent seizoen waarin Vandereycken zich meermaals in de kijker werkte. Hij ging regelmatig in de clinch met de scheidsrechters en uitte kritiek op collega's Georges Leekens en Aimé Antheunis. Bovendien kwam hij ook met voorzitter Jos Vaessen niet goed overeen. In een competitiewedstrijd tegen Standard Luik kreeg zijn team tot driemaal toe geen strafschop. Een gefrustreerde Vandereycken trok zijn broeksriem uit en begon ermee te zwaaien. "Van deze arbitrage zakt mijn broek af," legde hij uit.
Toch wist hij Genk naar een gedeelde derde plaats in het klassement te leiden. Zowel Standard als Genk verzamelde 70 punten en dus kwamen er testwedstrijden voor het laatste Europese ticket. De Rouches wonnen de eerste partij overtuigend met 3-1, maar verloren in Genk met 3-0. Ondanks de Europese kwalificatie werd het contract van Vandereycken stopgezet.

### Bondscoach
Op 23 december 2005 werd Vandereycken voorgesteld als bondscoach van België. Vanaf het kalenderjaar 2006 nam hij de nationale ploeg onder zijn hoede. Hij kreeg na de slechte prestaties onder bondscoach Aimé Antheunis de taak zich te plaatsen voor het EK 2008. Zijn oud-ploegmaat Stephane Demol werd zijn assistent.
België werd ondergebracht in groep A, samen met Portugal, Azerbeidzjan, Armenië, Kazachstan, Servië, Polen en Finland. België haalde in deze groep slechts 18 punten en eindigde zo als vijfde. Enkel de twee eersten, Polen en Portugal, mochten naar het EK.
In december 2007 werd er bij de KBVB over het lot van Vandereycken beslist. Van de 21 stemgerechtigden, kozen er 10 voor het ontslag van Vandereycken. De Limburger mocht dus blijven en kreeg als doel de kwalificatie voor het WK 2010. Demol vertrok en Vercauteren werd aangenomen als nieuwe assistent. De kwalificatiecampagne begon goed. De eerste wedstrijd tegen Estland werd gewonnen en in de tweede wedstrijd, een moeilijk uitduel tegen Turkije, speelde België gelijk. Na vervolgens winst tegen Armenië stond Europees kampioen Spanje op het programma. België speelde erg sterk, maar verloor in extremis met 1-2. De positieve spiraal werd doorbroken en een dubbele confrontatie tegen Bosnië en Herzegovina deed de Duivels de das om. België verloor twee keer en Vandereycken mocht vertrekken. Op 7 april 2009 werd hij door de voetbalbond ontslagen.
De positie van Vandereycken was onhoudbaar geworden. In Wallonië werd zijn ontslag al een tijdje geëist. Zijn relatie met de Franstalige pers zorgde ervoor dat hij langs Waalse zijde op niet veel steun kon rekenen. Hij weigerde bijvoorbeeld te praten met de televisie- en radiojournalisten van RTBF. Frank Vercauteren volgde Vandereycken na diens ontslag tijdelijk op.

## Palmares

### Als speler
| Nationaal         |    |                                    |
| Belgisch kampioen | 6x | 1976, 1977, 1978, 1980, 1985, 1986 |
| Beker van België  | 1x | 1977                               |
| Supercup          | 2x | 1980, 1985                         |

| Competitie                     | Winnaar | Winnaar | Runner-up | Runner-up | Derde  | Derde  |
| Competitie                     | Aantal  | Jaren   | Aantal    | Jaren     | Aantal | Jaren  |
| België                         | België  | België  | België    | België    | België | België |
| ------------------------------ | ------- | ------- | --------- | --------- | ------ | ------ |
| Europees kampioenschap voetbal |         |         | 1x        | 1980      |        |        |

### Als trainer
| Individueel          |    |      |
| Trainer van het Jaar | 1x | 1991 |